# Margarethe Sievers
Margarethe Sievers (* 1601; † 1617)  war eine als Hexe verurteilte Frau aus Verden.
Margarethe Sievers wurde aufgrund von epileptischen Anfällen verdächtigt, vom Teufel besessen zu sein. Nach diesem Vorfall wurden diverse Riten durchgeführt, um ihr den Teufel auszutreiben. Sie floh von zuhause, wurde jedoch nach einiger Zeit im Lüneburgischen gefasst. Sie wurde der peinlichen Befragung unterzogen, bei der weitere Frauen sie der Hexerei beschuldigten. Schließlich wurde Margarethe Sievers zum Tode verurteilt und 1617 unter „gemilderten“ Umständen hingerichtet.